# Pauling-skalan
Pauling-skalan är en skala som mäter elektronegativitet. Den definierades av Linus Pauling 1934.
Bindningsenergin E(AB) i molekylen AB är större än den sammanlagda bindningsenergin i ämnena A2 (med bindningsenergi E(AA)) respektive B2 (med bindningsenergi E(BB)). Sambandet har bestämts till
{\displaystyle E(AB)={\sqrt {E(AA)\cdot E(BB)}}+96,48(\chi _{A}-\chi _{B})^{2}}
där χA och χB är elektronegativiteten för ämne A respektive B.